# Seaboard Air Line Railroad

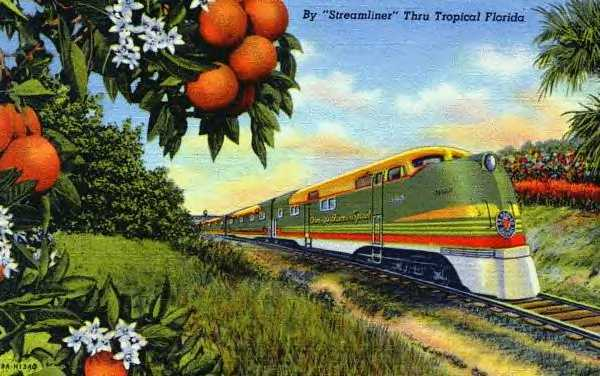
Carte postale montrant le fameux train Orange Blossom Special dans les années 1940.

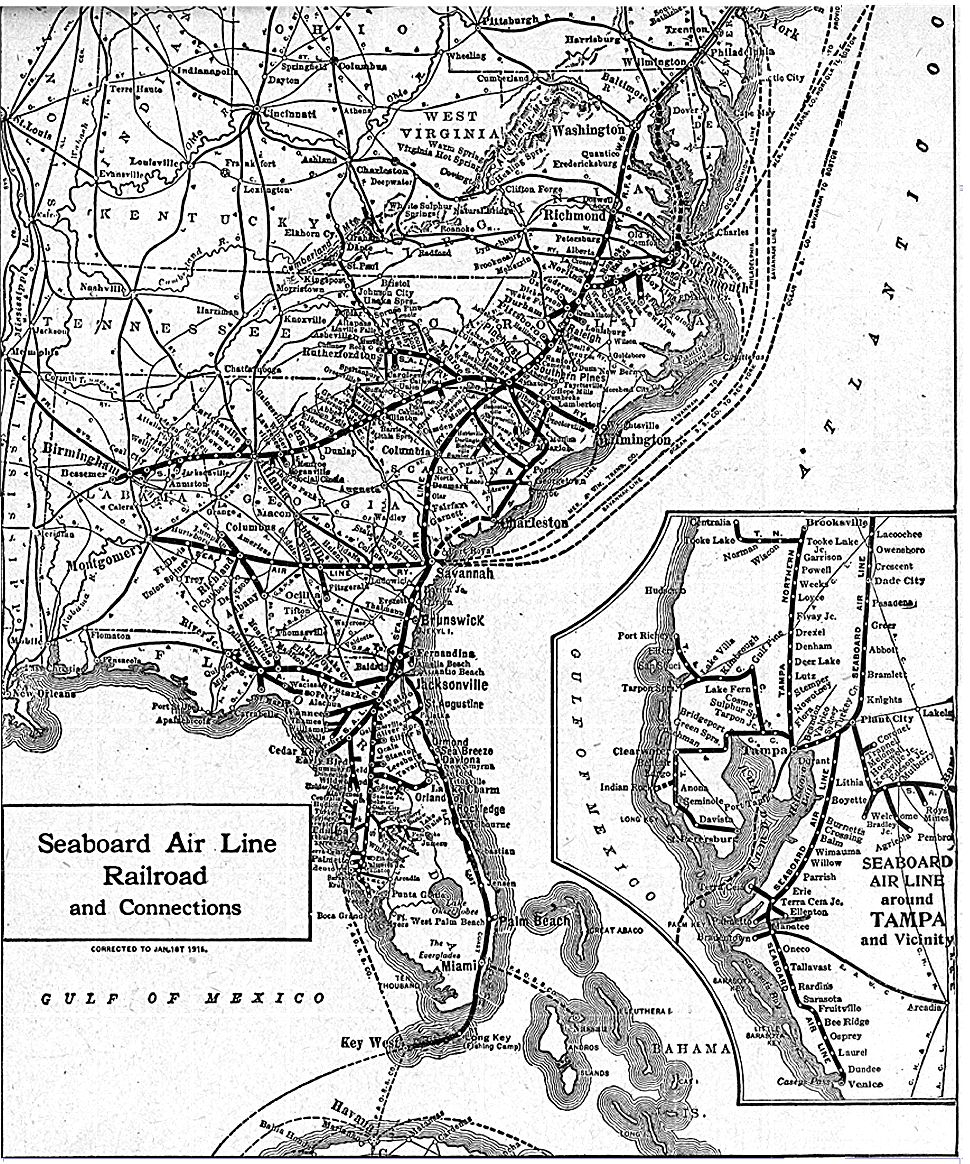
Carte des routes du Seaboard en 1916.

Le Seaboard Air Line Railroad (sigle AAR: SAL), qui se faisait appeler « The Route of Courteous Service » (« la route du service courtois »), était un chemin de fer américain qui exista du 14 avril 1900 au 1er juillet 1967 ; après quoi il fusionna avec l'Atlantic Coast Line Railroad, son vieux rival, pour former le Seaboard Coast Line Railroad. Le quartier général, situé à Portsmouth, Virginie jusqu'en 1958, fut ensuite transféré à Richmond, Virginie. Vers 1950, le réseau mesurait 6 671 km.
La ligne principale du SAL reliait Richmond via Raleigh, Caroline du Nord, Columbia, Caroline du Sud et Savannah, Géorgie à Jacksonville, Floride, lieu d'importantes correspondances pour les voyageurs qui désiraient se rendre vers le Sunshine State (Floride) et ses destinations touristiques populaires comme Tampa, St. Petersburg, West Palm Beach et Miami.
D'autres routes importantes du SAL incluaient: une ligne de Jacksonville via Tallahassee jusqu'à Chattahoochee, Floride, où avait lieu une connexion avec le Louisville and Nashville Railroad avant de desservir La Nouvelle-Orléans ; une ligne vers Atlanta, Géorgie et Birmingham, Alabama, qui rencontrait la ligne principale du SAL à Hamlet, Caroline du Nord; et une ligne reliant Norlina, Caroline du Nord, situé sur la ligne principale du SAL, à Portsmouth, Virginie, laquelle avait la particularité d'être la plus ancienne route de ce qui allait devenir le Seaboard.
Durant la première moitié du XXe siècle, le SAL ainsi que ses principaux concurrents, l'Atlantic Coast line Railroad, le Florida East Coast Railway et le Southern Railway, contribuèrent largement au développement économique du sud-est des États-Unis, et en particulier à la Floride. La majorité de ses revenus provenait du transport de vacanciers du nord-est de l'Amérique vers la Floride, et de l'acheminement en sens inverse de bois, de minerais et de produits agricoles, avec en particulier les agrumes de Floride.

## Les origines: début duXIXesiècle
L'histoire complexe du Seaboard commença le 8 mars 1832, lorsque son plus ancien ancêtre, le Portsmouth & Weldon Railroad, fut créé en Virginie et en Caroline du Nord pour construire une voie ferrée entre Portsmouth, Virginie et le port de Weldon, Caroline du Nord sur le Roanoke River. Après 2 mois d'exploitation au moyen de la traction hippomobile, la première locomotive entra en action le 4 septembre 1834, avec une liaison biquotidienne entre Portsmouth et Suffolk, Virginie distants de 27 km.
En juin 1837, la ligne fut prolongée jusqu'à Weldon, Caroline du Nord, où une connexion fut réalisée avec le Wilmington & Raleigh Railroad, lequel serait intégré plus tard à l'Atlantic Coast Line Railroad. Il permit d'acheminer les biens en transit sur le Roanoke River, vers le port de Hampton Roads à Portsmouth. Ainsi désenclavée, la région portuaire de Norfolk / Portsmouth entra en concurrence féroce avec la ville voisine de Petersburg qui avait accès à une zone navigable sur le James River à City Point. Ce chemin de fer permit l'essor de Franklin, Virginie spécialisé dans le bois et la papèterie. La région de Norfolk finit par devenir une importante plaque tournante pour de nombreuses compagnies. Après avoir rencontré quelques difficultés financières, le Virginia Board of Public Works réorganisa le Portsmouth & Weldon Railroad en Portsmouth & Roanoke Railroad en 1838, puis en Seaboard & Roanoke Railroad en 1846; il fut alors appelé de façon informelle Seaboard Road.
Le Raleigh & Gaston Railroad, qui avait lancé la construction de sa ligne en novembre 1836, lança son service régulier entre ces 2 villes le 21 mars 1840. Une connexion avec le Seaboard & Roanoke Railroad se fit à Weldon en 1853, ce qui permit d'offrir un service direct entre Portsmouth et Raleigh sur 283 km. Ces 2 chemins de fer, qui avaient choisi l'écartement standard, s'affranchissaient de tout transfert de voyageurs et marchandises. À cette époque, la plupart des autres compagnies du sud utilisaient principalement l'écartement large.

## La fin duXIXesiècle
L'activité prospère du Seaboard durant les années 1850, reposait non seulement sur le transport de voyageurs, mais aussi sur l'acheminement du coton, du tabac, et des productions du Piedmont vers le port de Portsmouth. Le commerce fut interrompu par la guerre civile durant laquelle les ponts et les voies furent détruites à plusieurs reprises par les troupes de l'Union ou celles des Confédérés.

### Le nom "air line"
Après la Guerre civile américaine, le SAL faisait sa publicité sous le nom de Inland Air-Line Route. Le terme « Air line » était utilisé pour représenter la distance la plus directe tracée entre deux points sur une carte. Il signifie « à vol d'oiseau », et n'a aucun rapport avec les voyages aériens. Nombre de chemins de fer du XIXe siècle utilisèrent « air line » pour suggérer que leurs lignes étaient plus directes que celles des concurrents.
À la suite du vol transatlantique réalisé par Charles A Lindbergh en 1927, le Seaboard Air Line attira l'attention de quelques investisseurs de Wall Street qui croyaient avoir affaire à une entreprise en rapport avec l'aviation. Le Seaboard ne posséda jamais d'avions. Cependant en 1940, la compagnie proposa la création d'une filiale aérienne baptisée « Seaboard Airlines », mais cette idée fut refusée par l'Interstate Commerce Commission sur le motif qu'il y aurait violation de la loi fédéral anti-trust.

### de la crise à l'âge d'or
La prospérité revint après la guerre grâce à l'efficacité du management du Seaboard Road. La compagnie fit des bénéfices même lors de la Crise Financière de 1873. Durant de longues années, elle versa à ses actionnaires un dividende annuel de 8 %.
De son côté, le Raleigh & Gaston fit l'acquisition en 1871 du Raleigh & Augusta Air-Line Railroad, lequel ne reliait pour l'instant que Hamlet, Caroline du Nord. Lorsque le Raleigh & Gaston et sa filiale rencontrèrent des problèmes financiers en 1873, le président du Seaboard, John M Robinson, en profita pour prendre le contrôle. Il fut nommé président des 3 chemins de fer en 1875.
En 1881, le Seaboard & Roanoke, le Raleigh & Gaston, et les autres filiales furent exploités de façon coordonnée sous l'enseigne commerciale de Seaboard Air-Line System, combinant les noms des 2 principales routes. En 1889, le Seaboard loua le réseau encore inachevé du Georgia Carolina & Northern Railway, procurant une liaison entre Monroe (sur le Seaboard Line vers Charlotte, Caroline du Nord, acquis en 1881) et Atlanta, Georgie; la ligne fut achevée en 1892.
Durant l'âge d'or des années 1890, le Seaboard s'enorgueillissait d'offrir un excellent service voyageur entre Atlanta et le nord-est. Quotidiennement, le S.A.L. Express, équipé de voiture Pullman, partait d'Atlanta vers Portsmouth, où se trouvaient le dépôt et les quais du Seaboard Road; de là, les voyageurs pouvaient embarquer sur des navires à vapeur pour rejoindre Baltimore, Philadelphie, et New York. Mais le train haut de gamme du réseau était l'Atlanta Special, qui assurait un service quotidien entre Atlanta & Washington, via le réseau de l'Atlantic Coast Line entre Weldon et Richmond, et celui du Richmond, Fredericksburg, and Potomac Railroad entre Richmond et Washington.
Entre 1898 et 1900, le Richmond Petersburg & Carolina, filiale du Seaboard, acheva la pose des voies entre Norlina et Richmond, ce qui assura au Seaboard le contrôle de la ligne Atlanta-Richmond.
Outre l'importance d'avoir une ligne qui desservait le nœud ferroviaire d'Atlanta, le Seaboard allait tirer également un grand bénéfice en s'ouvrant au marché et au tourisme en Floride. Au cours des 20 dernières années du XIXe siècle, les différentes portions d'une route vers la Floride furent organisées. Entre 1885 et 1887, le Palmetto Railroad, ensuite réorganisé en Palmetto Railway, relia Hamlet (North Carolina) à Cheraw (South Carolina). En 1895, le Seaboard prit le contrôle du Palmetto Railway et étendit la voie jusqu'à Columbia.
Pendant ce temps, à force de constructions et d'acquisitions, le Florida Central & Peninsular Railroad, établit une ligne entre Columbia (South Carolina), Jacksonville (Florida) et Tampa sur le golfe du Mexique en 1894. Le Seaboard le contrôla en 1899, et le fusionna en 1903.
En 1895, le Savannah Americus & Montgomery Railway, qui reliait Savannah à Montgomery et qui se connectait au Florida Central & Peninsular à Savannah, fut racheté par un consortium incluait des banquiers de Richmond, John L Williams & Sons. Un de ses fils, John Skelton Williams, devint président de cette compagnie et la renomma Georgia & Alabama Railway. Par la suite, Williams et ses commanditaires financiers commencèrent à planifier le regroupement de toutes les routes du Seaboard Air-Line System en une seule entité.

## Le début duXXesiècle

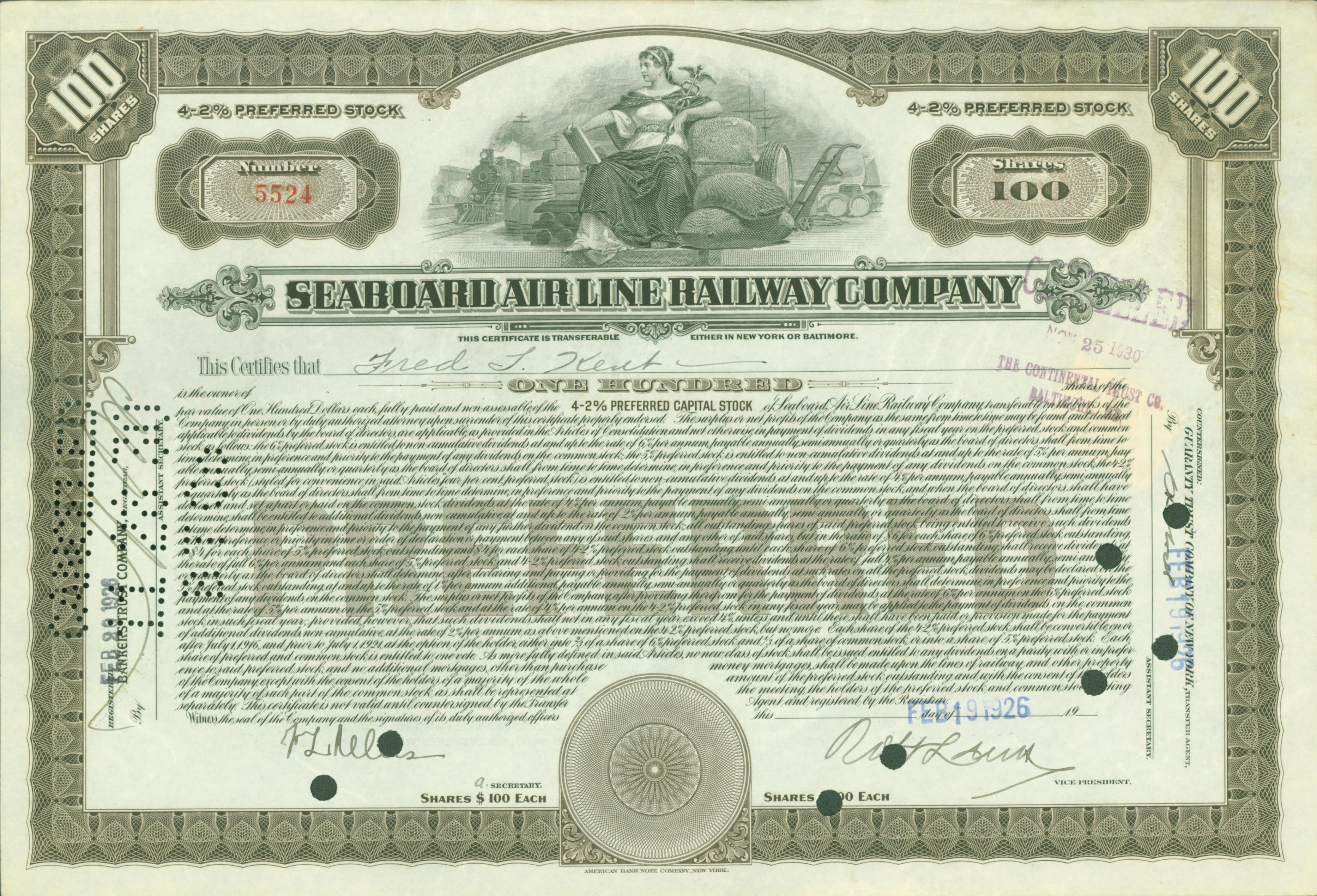
Action de la Seaboard Air Line Railway Company en date du 19 février 1926.

En 1900, sous la direction du jeune Williams, le Georgia & Alabama Railway prit des parts dans le capital du Seaboard Air Line System, ainsi que dans le Florida Central & Peninsular Railroad. Le Seaboard Air Line Railway, fut créé le 14 avril 1900, fort de ses 19 chemins de fer dont il possédait la totalité ou une majorité du capital, fut créé. Williams fut le premier président. Le slogan adopté par la compagnie pour faire la promotion de sa route nord-sud, fut "Florida-West India Short Line."
La route principale du SAL fut construite à partir des compagnies suivantes :
- Richmond, Petersburg & Carolina Railroad (de Richmond à Norlina) ;
- Raleigh & Gaston Railroad (de Norlina à Raleigh) ;
- Raleigh & Augusta Air-Line Railroad (de Raleigh à Hamlet) ;
- Palmetto Railroad (de Hamlet à Cheraw) ;
- Chesterfield & Kershaw Railroad (de Cheraw à Camden)

Ainsi que des prédécesseurs du Florida Central & Peninsular Railroad :
- South Bound Railroad (de Camden à Savannah),
- Florida Central & Peninsular Railroad Northern Division (de Savannah à la frontière Georgie / Floride),
- Florida Northern Railroad (de la frontière à Yulee),
- Fernandina & Jacksonville Railroad (de Yulee à Jacksonville),
- Florida, Atlantic & Gulf Central Railroad (de Jacksonville à Baldwin),
- Florida Railroad (de Baldwin à Waldo),
- Florida Transit & Peninsular Railroad (de Waldo à Tampa).

Le 3 juin 1900, un service direct entre New York et Tampa fut inauguré, grâce à une exploitation des trains par le Pennsylvania Railroad entre New York et Washington DC, puis par le Richmond Fredericksburg & Potomac Railroad entre Washington et Richmond, et enfin par le Seaboard entre Richmond et Tampa. Cet arrangement dura jusqu'à la création d'Amtrak en 1971. Le 1er juillet 1900, le SAL assuma formellement l'exploitation du Georgia & Alabama, du Florida Central & Peninsular, et de l'Atlantic Suwanee River & Gulf Railroads. L'Atlanta & Birmingham Air Line Railway, racheté en 1903 par le SAL, acheva l'année suivante l'extension de sa ligne vers Birmingham (Alabama), le plus grand centre de production d'acier et de fer du sud des États-Unis.
Malheureusement à ses débuts, ce nouveau chemin de fer long de 2 183 km ne prospéra pas autant que prévu. À la suite de la panique financière de 1907, le Seaboard fut placé en redressement judiciaire de 1908 à 1915.
Avec la grande majorité des chemins de fer des États-Unis, le Seaboard fut nationalisé lors de la première guerre mondiale; il fut administré par la United States Railroad Administration (USRA) du 28 décembre 1917 au 1er mars 1920.
Le Seaboard ainsi que ses principaux concurrents, Atlantic Coast Line Railroad, Florida East Coast Railway et Southern Railway, contribuèrent largement au développement économique du sud-est des États-Unis, et particulièrement à celui de la Floride. Ses principaux revenus découlaient du transport de vacanciers du nord-est des États-Unis vers la Floride, ainsi que de l'acheminement de fret comme le bois du sud-est, les minéraux et les agrumes de Floride.
Avec un afflux de touristes, la Floride connu un développement rapide, et le Seaboard profita d'une décennie prospère. Il en profita pour achever en 1926 une extension qui partait de Coleman sur sa ligne principale, pour rejoindre West Palm Beach, Miami et Homestead. Mais l'arrivée de la Grande Dépression provoqua l'arrêt du boom économique de la Floride et précipita la banqueroute du SAL. Il fut placé en redressement judiciaire jusqu'en 1946, date à laquelle il fut réorganisé en Seaboard Air Line Railroad. 
Néanmoins, un marketing agressif couplé à des innovations techniques permit de ramener les voyageurs sur la ligne.
Ainsi le très populaire Silver Meteor, un streamliner introduit en 1939, participa au retour de la santé financière du Seaboard. Le boom économique engendré par la seconde guerre mondiale aida également à remplir les caisses de la compagnie. En 1944, le Silver Meteor dégagea un bénéfice de 8 millions de dollars, ce qui représentait pratiquement le déficit que la compagnie avait connu en 1933 lors de la Grande Dépression.
Dans la période de l'après guerre, le Seaboard reconnut rapidement l'intérêt économique de la traction diesel par rapport à la vapeur ; en 1953, il diésélisa tous ses trains sur les lignes principales. Dans la même décennie, le Seaboard installa la signalisation CTC (Centralized trafic Control) sur la grande majorité de son réseau, ce qui économisa du temps et de l'argent, et améliora également la sécurité. La longueur totale du réseau en 1950 était de 6 671 km. Comme tous les chemins de fer américains, le Seaboard vit une chute de ses revenus, particulièrement dans le transport des voyageurs entre 1950 et 1960, à cause de la compétition croissante des lignes aériennes et du développement du réseau autoroutier Interstate highway.

## Les compagnies rachetées ou louées par le SAL

### Les compagnies rachetées entre 1900 et 1930
Florida Central & Peninsular Railroad, 1903; Tallahassee, Perry & Southeastern Railway, 1909; Atlanta & Birmingham Air Line Railway, 1909; Atlantic, Suwannee River & Gulf Railway, 1909; Florida West Shore Railway, 1909; Plant City, Arcadia & Gulf Railroad, 1909; Tampa Terminal Railroad, 1922; Tavares & Gulf Railroad (1926); Jacksonville, Gainesville & Gulf Railroad, 1927.

### Les compagnies en location
Kissimmee River Railway, 1917; Brooksville & Inverness Railway, 1925; Tampa Northern Railroad, 1925; Charlotte Harbor & Gulf Coast Railway, 1925; Seaboard All-Florida Railway, 1925; Naples, Seaboard & Gulf Railway, 1925; Tampa & Gulf Coast Railroad, 1927; Georgia, Florida & Alabama Railroad, 1928; Northern Railway of Florida, 1928.

### Les compagnies intégrées après 1930
American Agricultural & Chemical Company; Athens Terminal Company ; Carolina, Atlantic & Western Railway; Carolina Central Railroad ; Catawba Valley Railway ; Central Railway of Georgia (uniquement la section Lyons Branch) ; Charlotte, Monroe & Columbia Railroad ; Chesterfield & Lancaster Railroad ; Columbus Railroad ; Florida, Peninsular & Gulf Railroad ; Gainesville Midland Railroad (1959) ; Georgia & Alabama Railway ; Georgia, Carolina & Northern Railway ; Loganville & Lawrenceville Railroad ; Macon, Dublin & Savannah Railroad ; McRae Terminal Railway ; Oxford & Coast Line Railroad; Raleigh & Charleston Railroad ; Roanoke & Tar River Railroad ; Seaboard Air Line Belt Railroad ; Tallahassee, Perry & Southeastern Railway.

## L'exploitation des bateaux à vapeur
En 1922, le Seaboard fit l'acquisition de la Baltimore Steam Packet Company, plus connu sous le nom de « Old Bay Line ». Cette compagnie exploitait des bateaux à vapeur entre Norfolk, Virginie et Baltimore, Maryland, qui transportaient du courrier, du fret, mais aussi des passagers et des véhicules durant la traversée nocturne. Le président de la Old Bay Line, S Davies Warfield, un oncle de la duchesse de Windsor, native de Baltimore, fut également nommé président du Seaboard.
En 1941, la Chesapeake Steamship Company, contrôlée conjointement par l'Atlantic Coast Line et le Southern, fusionna avec la Old Bay Line. Le développement des autoroutes et du transport aérien provoqua une baisse de l'activité. La compagnie maritime fut liquidée en 1962.

## Les trains de voyageurs
La liste qui suit ne représente qu'une partie des trains de voyageurs avec dénomination que le Seaboard exploita durant la première moitié du XXe siècle. Certains d'entre eux furent continués par les successeurs, le Seaboard Coast Line (SCL) et l'Amtrak. Les trains au départ de New York étaient pris en charge par le Pennsylvania Railroad jusqu'à Washington DC, puis par le Richmond Frederickburg & Potomac Railroad jusqu'à Richmond, et enfin par le Seaboard vers les destinations finales.
Avant l'achèvement des extensions du Seaboard à travers la Floride de Coleman vers West Palm Beach (1925) et vers Miami (1926), les trains du SAL étaient pris en charge par le Florida East Coast Railway entre Jacksonville et Miami. Par la suite, le Seaboard partageait la plupart de ses trains en direction du sud à Wildwood, juste au nord de Coleman, avec une section qui desservait Tampa et d'autres lieux sur la côte ouest, et une autre qui allait vers Miami. En direction du nord, le procédé était inversé : les sections ouest et est se rejoignaient à Wildwood pour continuer ensuite le voyage.

### Les trains lourds (heavyweight)
Le terme heavyweight faisait référence à des trains de voyageurs dont les wagons étaient entièrement construits en acier; ces derniers constituaient une grande amélioration en matière de sécurité par rapport aux wagons tout en bois, ou bois et acier en usages au XIXe siècle. En 1910, presque toutes les grandes compagnies utilisaient des wagons tout acier pour les voyageurs.
- Seaboard Florida Limited, 1901 – 1930.

Train entièrement Pullman, circulant de New York à Tampa de décembre à avril. Il fut ensuite renommé le New York-Florida Limited en 1930, puis le Palmland en 1941. En mai 1968, son parcours se limitait à New York – Columbia (South Carolina). Il fut arrêté le 30 avril 1971.
- Southern States Special, inauguré au début du XXe siècle.

Train constitué de voitures classiques et Pullman, circulant de New York jusqu'en Floride. Il fut renommé Sun Queen en 1941, Camellia le 18 mai 1947, et Sunland en décembre 1948.
- Atlanta-Birmingham Special, inauguré en 1915

Train constitué de voitures classiques et Pullman. À l'origine il assurait la liaison entre Hamlet (North Carolina) sur la ligne principale et les villes d'Atlanta et Birmingham. Au début des années 1920, il assura une liaison directe entre Washington et Birmingham. Il fut renommé Robert E. Lee dans les années 1930, puis Cotton Blossom après la Seconde Guerre mondiale.
- Suwanee River Special, inauguré le 8 novembre 1921

Train constitué de voitures classiques et Pullman. Il partait de Cincinnati et d'autres villes du Midwest pour relier les villes touristiques du golfe du Mexique comme Tampa, St. Petersburg, Venice, et Naples. Le Southern Railway assurait l'acheminement entre Cincinnati, Atlanta et Hampton (Florida), où le SAL prenait le relais. Au nord de Cincinnati, les voitures Pullman étaient emmenées par d'autres compagnies depuis Chicago, Detroit, et Cleveland.
- New Orleans-Florida Limited, novembre 1924 - juillet 1949

Train constitué de voitures classiques et Pullman. De 1924 à 1929, ce train transporta les premiers et seuls wagons-lits transcontinentaux Pullman des États-Unis, entre Jacksonville et Los Angeles via une connexion avec le Sunset Limited du Southern Pacific Railroad à La Nouvelle-Orléans. Il fut supplanté par le Gulf Wind (voir ci-dessous).
- Orange Blossom Special, 21 novembre 1925 – 26 avril 1953; avec une interruption de 1942 à 1945 pour cause de guerre.

Train entièrement Pullman, ne circulant qu'en hiver entre New York et Tampa/St. Petersburg, ainsi que West Palm Beach, et plus tard Miami. Le plus luxueux des trains du SAL de l'époque fut introduit pour séduire une riche clientèle de touristes et d'hommes d'affaires attirés par le boom de la Floride. Le wagon restaurant (dining car) décoré de fleurs fraîches proposait du poisson frais. Il y avait également un wagon bibliothèque (library car), un wagon de queue vitré (observation car), et un wagon avec barbier et bain douche (club car).

### Les Streamliners
Bien que les compagnies du sud fussent réticentes pour investir les capitaux nécessaires à la constitution d'une flotte de trains de voyageurs aérodynamiques (streamliners), le Seaboard ouvrit la voie en 1939 et fut rapidement suivi par les autres concurrents. Les trains suivants constituèrent la très populaire flotte de strealiners du Seaboard connues sous le nom de "Silver Fleet". Les wagons légers en acier inoxydable aux flancs cannelés étaient remorqués par de colorées locomotives diesels EMD.
- Silver Meteor, inauguré le 2 février 1939

Ce train constitué exclusivement de voitures classiques inox, reçut des wagons-lits Pullman en 1941. Il fut le premier streamliner à relier New York à Tampa/St. Petersburg et Miami. Désireux de préserver sa réputation de one of the finest [trains] in the country, le Meteor conserva son wagon de queue profilé (observation car) jusqu'à ce que l'Amtrak reprît l'exploitation en 1971. Il est toujours en service à l'Amtrak avec un équipement modernisé.
- Silver Comet, 18 mai 1947 – juin 1969

Train constitué de voitures classiques inox et Pullman. Il reliait New York à Atlanta et Birmingham.
- Silver Star, inauguré le 12 décembre 1947

Train constitué de voitures classiques inox et Pullman. Il reliait New York à Tampa/St. Petersburg et Miami. Il est toujours en service à l'Amtrak avec un équipement modernisé.
Bien que ne faisant pas partie de la Silver Fleet, ce nouveau train avait un équipement similaire:
- Gulf Wind, 31 juillet 1949 – 30 avril 1971

Train constitué de voitures classiques inox et Pullman. Il reliait Jacksonville à La Nouvelle-Orléans. Il était exploité conjointement par le SAL et le Louisville & Nashville (L&N), avec un changement de locomotive à Chattahoochee.

### Les innovations notables
Pour ne pas rester l'éternel perdant face à son plus riche concurrent l'Atlantic Coast Line, le Seaboard s'évertua à soutenir les revenus de son service voyageur en proposant des innovations. Le Seaboard fut le premier chemin de fer de Floride à proposer:
- wagon Pullman à air climatisé (1933)
- installation de sièges inclinables (1936)
- dieselisation des trains de voyageurs (1938)
- trains streamliners entre New York et la Floride (1939)

## Les trains de marchandises
Au milieu du XXe siècle, le Seaboard fut l'un des rares chemin de fer à donner des noms à ses principaux trains de marchandises.
- Merchandiser, de Richmond à Miami
- Marketer, de Miami à Richmond, et de Tampa à Richmond (réunis en un seul train à Baldwin, Florida).
- Tar Heel, de Richmond à Bostic (North Carolina).
- The Capital, de Richmond à Birmingham
- Iron Master, de Birmingham à Atlanta
- Alaga, de Montgomery à Savannah
- Pioneer, de Montgomery à Jacksonville

Le Seaboard avait également quelques trains de marchandises prioritaires rapides appelés Red Ball, circulant entre différents points du réseau. 

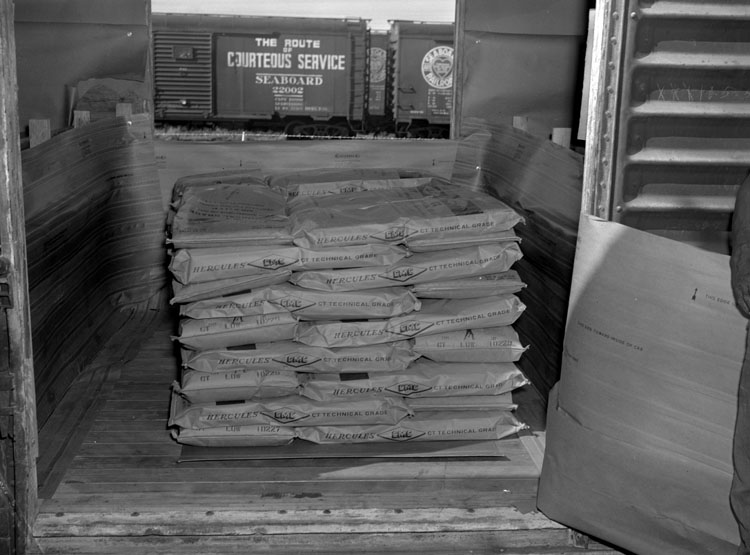
Wagons de la Seabord avec des produits chimiques.

En 1959, le Seaboard inaugura le service rapide piggyback (Transport intermodal). Le meilleur de ces trains trailer-on-flatcar (TOFC) (semi-remorque sur wagon plat) fut le Razorback, circulant entre Kearny (New Jersey) sur le réseau du Pennsy, et Hialeah Yard à Miami; il couvrait une distance de plus de 1 600 km en moins de 30 h. Durant des années, il fut le train de marchandise le plus rapide d'Amérique du nord.

## La fusion
La stratégie adoptée en 1958, pour réduire les coûts et pour contrer la concurrences exercées par les compagnies aériennes et les transporteurs routiers, fut de proposer une fusion entre le Seaboard Air Line Railroad et l'Atlantic Coast Line Railroad (ACL) dont les réseaux étaient parallèles; mais l'Interstate Commerce Commission (ICC) n'approuva le rapprochement qu'en 1967. Le 1er juillet de cette année, le SAL et l'ACL fusionnèrent pour former le Seaboard Coast Line Railroad (SCL). Le nouveau nom associait les diminutifs Seaboard pour SAL et Coast Line pour ACL, utilisés de longue date par le public et les compagnies elles-mêmes.
Le 1er mai 1971, le SCL transféra l'exploitation de tous ses trains de voyageurs à la toute nouvelle compagnie Amtrak. Cette dernière exploite toujours les profitables Silver Meteor et Silver Star.
En 1972, le SCL et ses filiales Louisville and Nashville Railroad, Georgia Railroad, West Point Route, et Clinchfield Railroad commencèrent une campagne de publicité sous l'étiquette commune de Family Lines System, et apposèrent le logo Family Lines sur leurs matériels roulants. Cependant le nom Family Lines n'était qu'une stratégie commerciale, et toutes les compagnies conservaient leurs entités légales et commerciales.
Le Seaboard Coast Line Railroad, et le Chessie System devinrent des filiales de la nouvelle compagnie holding CSX Corporation le 1er novembre 1980, mais elles continuèrent leurs exploitations de façon indépendantes. Le nom et le logo Family Lines furent abandonnés lorsque le SCL et le L&N fusionnèrent le 29 décembre 1982, pour former le Seaboard System Railroad.
Le 1er juillet 1986, le Seaboard System prit le nom de CSX Transportation. Par la suite, le Chessie System fusionna dans le CSX Transportation le 31 août 1987.

## Sources
General Seaboard history
- Atlantic Coast Line & Seaboard Air Line Railroads Historical Society
- Florida Rails: Seaboard Air Line Railroad
- Johnson, Robert Wayne. Seaboard Air Line in Montgomery. Old Alabama Rails website.
- Mayer, Mike. Seaboard Air Line Railroad: Unofficial Home Page.
- Storey, Steve. Seaboard Air Line Railway. Railga.com: Georgia's Railroad History and Heritage.
- The Seaboard Air Line Railroad, Through The Heart Of The South. American-Rails.com.

[edit] Maps
- SAL route map from The New World Atlas and Gazetteer, 1922.
- SAL route map from the December, 1950, time table
- Schematic map of SAL lines, with some connecting railroads shown

[edit] Advertisements
- Duke University Ad*Access website; type Seaboard in the search box at left of page to bring up Seaboard advertisements from the 1940s and 1950s

[edit] Locomotives and rolling stock
- Carlson, Neil. Steam locomotive profile: 2-6-6-4. Classic Trains Magazine online, June 17, 2006.
- Lawrence Scripps Wilkinson Foundation: Orange Blossom Special
- Lawrence Scripps Wilkinson Foundation: Silver Meteor
- Seaboard Air Line Mikados
- Sun Lounge car Hollywood Beach
- More pictures of the Hollywood Beach
- Links to pictures of all three Sun Lounge cars built for Seaboard